# バラーシュ
バラーシュ（Balash, パフラヴィー語: 𐭥𐭥𐭣𐭠𐭧𐭱𐭩, Wardākhsh, Walākhsh, ペルシア語: بلاش یکم）はサーサーン朝の君主（シャーハーン・シャー、在位：484年 - 488年）。バルフ近郊におけるエフタルとの戦闘で戦死したペーローズ1世（在位：459年 - 484年）の兄弟であり、ペーローズ1世の後を継いで484年から488年にかけてペルシアを統治した。

## 名前
バラーシュ (Balāsh, بلاش) は、中期ペルシア語（パフラヴィー語）の Wardākhsh, Walākhsh の新ペルシア語形である。また、碑文のパフラヴィー文字では 𐭥𐭥𐭣𐭠𐭧𐭱𐭩, wrdʾḥšy、書物のパフラヴィー文字では gwlḥš-Gulakhsh-, Gulāsh- となっている。名前の語源は不明である。名前の初期の語形はパルティア語の Walagash であると考えられているが、意味については「強さ」であるという説がある。名前のギリシア語形は Blases (Βλάσης) もしくは Balas (Βάλας) である。

## 治世
484年、ペーローズ1世がバルフ近郊におけるエフタルとの戦いで戦死した（エフタル・サーサーン戦争 (484年)）。軍隊は完全に打ち破られ、ペーローズ1世の遺体は発見されなかった。また、ペーローズ1世の息子と兄弟のうち四人が共に命を落とした。戦後、サーサーン朝の東方に位置するホラーサーンの主要都市であるニーシャープール、ヘラートおよびメルヴがエフタルの支配下に置かれた。しかし、ペルシアの七大貴族の一つであるカーレーン家のスフラがすぐに新しい軍隊を編成してエフタルによるさらなる侵攻を食い止め、ペルシアの有力者、特にスフラとミフラーン家のシャープール・ミフラーンによって、ペーローズ1世の兄弟であるバラーシュが王に擁立された。
バラーシュは即位後すぐにエフタルとの和平を求めたものの、エフタルはサーサーン朝に多額の貢納を課した。バラーシュについて知られていることはわずかであるが、東方に残されている記録では、温和で寛容な統治者として認識されている。バラーシュはキリスト教に非常に寛容であったため、キリスト教徒の作家の間で評判を得て、彼らに穏やかで寛大な君主であると評された。それにもかかわらず、おそらくバラーシュは強力な貴族で事実上の支配者であったスフラの傀儡にすぎなかったと考えられている。
ペーローズ1世の死が知らされた際に、大貴族のシャープール・ミフラーンを含むサーサーン朝アルメニアのペルシア貴族たちは、新しい君主を選出するためにサーサーン朝の首都クテシフォンへ向かった。この状況は、ヴァハン・マミコニアンの下でアルメニア人がサーサーン朝からの自立を宣言する機会を与えた。バラーシュにはペルシアの弱体化した状況では反乱軍と戦うための軍隊を派遣する余裕がなく、アルメニア人と和平を結ぶことを余儀なくされた。和平の条件は次のとおりであった。アルメニアの既存のすべての火の祭壇は破壊され、新しいものは建設されない。アルメニアのキリスト教徒は信仰の自由を得て、ゾロアスター教への改宗は要求されない。ゾロアスター教への改宗者に土地は配分されない。ペルシアの王は直接アルメニアを統治し、太守や代理人による支援を得ない。
485年、バラーシュはアルメニアのマルズバーン（太守）としてヴァハン・マミコニアンを指名した。数ヶ月後、ヤズデギルド2世の皇子でバラーシュの兄弟のザリルが反乱を起こした。バラーシュはアルメニア人の支援を得て反乱を鎮圧し、ザリルを捕らえて処刑した。488年、貴族と聖職者の間で不人気であったバラーシュは、わずか4年間の統治後に退位させられた。スフラはバラーシュの廃位において主要な役割を果たし、サーサーン朝の新しい王としてペーローズ1世の皇子のカワードを指名した。